# Slippery When Wet
Slippery When Wet je třetí studiové album americké rockové skupiny Bon Jovi. Bylo vydáno 18. srpna 1986 přes vydavatelství Mercury Records v Severní Americe a ve vydavatelství Vertigo po světě až v září téhož roku. Album produkoval Bruce Fairbairn. Nahrávání proběhlo během ledna až července 1986 v Little Mountain Sound Studios ve Vancouveru v Kanadě.
Slippery When Wet zaznamenalo okamžitý komerční úspěch. Album představilo písně, které dodnes patří mezi nejznámější skladby v historii kapely Bon Jovi. Patří sem hity jako „You Give Love the Bad Name“, „Livin' on a Prayer“ a „Wanted Dead or Alive“.
Osm týdnů drželo album čelo tabulky Billboard 200 a podle časopisu Billboard se stalo nejlépe prodávanou deskou roku 1987. Později se stalo zároveň nejlépe prodávanou deskou kapely vůbec, alba se prodalo dodnes přes 28 milionů kusů po celém světě a získalo jen od RIAA 12× ocenění platinové desky. Album je rovněž zmíněno v knize 1001 Albums You Must Hear Before You Die.

## Seznam skladeb
| Strana A | Strana A                 | Strana A                         | Strana A |
| Pořadí   | Název                    | Autor                            | Délka    |
| -------- | ------------------------ | -------------------------------- | -------- |
| 1.       | Let It Rock              | Jon Bon Jovi, Richie Sambora     | 5:25     |
| 2.       | You Give Love a Bad Name | Bon Jovi, Sambora, Desmond Child | 3:42     |
| 3.       | Livin' on a Prayer       | Bon Jovi, Sambora, Child         | 4:11     |
| 4.       | Social Disease           | Bon Jovi, Sambora                | 4:20     |
| 5.       | Wanted Dead or Alive     | Bon Jovi, Sambora                | 5:09     |

| Strana B | Strana B            | Strana B                 | Strana B |
| Pořadí   | Název               | Autor                    | Délka    |
| -------- | ------------------- | ------------------------ | -------- |
| 6.       | Raise Your Hands    | Bon Jovi, Sambora        | 4:15     |
| 7.       | Without Love        | Bon Jovi, Sambora, Child | 3:29     |
| 8.       | I'd Die for You     | Bon Jovi, Sambora, Child | 4:31     |
| 9.       | Never Say Goodbye   | Bon Jovi, Sambora        | 4:50     |
| 10.      | Wild in the Streets | Bon Jovi                 | 3:54     |

| Speciální dvoudisková verze z roku 1998 | Speciální dvoudisková verze z roku 1998   | Speciální dvoudisková verze z roku 1998 |
| Pořadí                                  | Název                                     | Délka                                   |
| --------------------------------------- | ----------------------------------------- | --------------------------------------- |
| 11.                                     | Wanted Dead or Alive (živě/Wembley 1995)  |                                         |
| 12.                                     | Livin' on a Prayer (živě/USA 1987)        |                                         |
| 13.                                     | You Give Love a Bad Name (živě/USA 1987)  |                                         |
| 14.                                     | Wild in the Streets (živě/Wembley 1995)   |                                         |
| 15.                                     | Borderline (záběr ze studia)              |                                         |
| 16.                                     | Edge of a Broken Heart (záběr ze studia)  |                                         |
| 17.                                     | Never Say Goodbye (živě, akustická verze) |                                         |

| Bonusy speciální edice 2010 | Bonusy speciální edice 2010               | Bonusy speciální edice 2010 |
| Pořadí                      | Název                                     | Délka                       |
| --------------------------- | ----------------------------------------- | --------------------------- |
| 11.                         | You Give Love a Bad Name(koncertní verze) |                             |
| 12.                         | Livin' on a Prayer(koncertní verze)       |                             |
| 13.                         | Wanted Dead or Alive(koncertní verze)     |                             |